# Zahir Pajaziti
Zahir Pajaziti (pron.: /zaˈhiɹ pajaˈziti/; Podujevo, 1º novembre 1962 – Vučitrn, 31 gennaio 1997) è stato un militare kosovaro di etnia albanese.

## Biografia
Il generale Zahir Pajaziti è nato a Turučica, un villaggio nella municipalità di Podujevo, nell'allora Provincia Autonoma di Kosovo e Metochia della Repubblica Socialista Federale di Jugoslavia.
È considerato uno dei più grandi eroi del popolo albanese insieme ad Adem Jashari.
Negli anni 1968-1976 frequentò la scuola elementare di Turučica e poi una scuola superiore a Vučitrn, e dal 1981 al 1982 studiò la lingua inglese presso l'Università di Pristina. Nel 1981 fu l'organizzatore di alcune manifestazioni politiche a Podujevo.
Dopo lo scioglimento della Repubblica Socialista Federale di Jugoslavia nel 1992, Pajaziti rimase in Kosovo, mentre la guerra infuriava in Croazia ed in Bosnia.
Nel 1996 entrò a far parte dell'Esercito di Liberazione del Kosovo (noto anche con l'acronimo UCK) costituito da kosovari di etnia albanese che combattevano per la libertà e l'autonomia del Kosovo dopo che, nel marzo del 1989, l'autonomia dell'allora provincia, risalente alla costituzione della Repubblica jugoslava di Tito, era stata revocata su pressione del governo serbo guidato da Slobodan Milošević.
Nel 1997 fu ucciso a Vučitrn nel corso di uno scontro a fuoco con forze dell'esercito serbo.
Nel 2008, l'ex presidente del Kosovo Fatmir Sejdiu lo ha dichiarato "eroe del Kosovo".